# Programa Apollo
O Programa Apollo foi um conjunto de missões espaciais coordenadas pela NASA (agência espacial dos Estados Unidos) entre 1961 e 1972 com o objetivo de colocar o homem na Lua. O projeto teve seu momento mais emblemático com o pouso da Apollo 11 no solo lunar em 20 de julho de 1969. Considerado um dos mais caros e ambiciosos programas científicos já feitos, no contexto da Corrida Espacial e da Guerra Fria, o projeto como um todo custou mais de US$25 bilhões para ser realizado (aproximadamente US$ 165 bilhões, ajustado para a inflação, em valores de 2021).
A missão incluiu onze voos tripulados (até a Apollo 6, todas as missões foram não tripuladas). Inclui-se aí o que ficou conhecido como "Apollo 1", em homenagem aos astronautas Virgil "Gus" Ivan Grissom, Edward Higgins White II e Roger Bruce Chaffee, que morreram no solo em um incêndio, dentro da cabine de comando.
O objetivo de explorar a Lua foi abandonado em dezembro de 1972, com o voo da Apollo 17. Os motivos para esta decisão foram tanto a falta de verbas, cortadas pelo congresso, quanto o desinteresse da opinião pública estadunidense com o projeto. Ainda que tenha havido três missões tripuladas Skylab que usaram a nave Apollo e uma missão Apollo 18 (Apollo-Soyuz), estas não tinham como objetivo chegar à Lua.
A nave Apollo foi abandonada em 1975, em detrimento do uso de um veículo reutilizável (o Ônibus Espacial; em Portugal: Vaivém Espacial), que voaria pela primeira vez em 1981.
Em 2005, a NASA anunciou planos para a retomada das viagens à Lua utilizando naves semelhantes às Apollo em substituição aos ônibus espaciais.

## O início do projeto

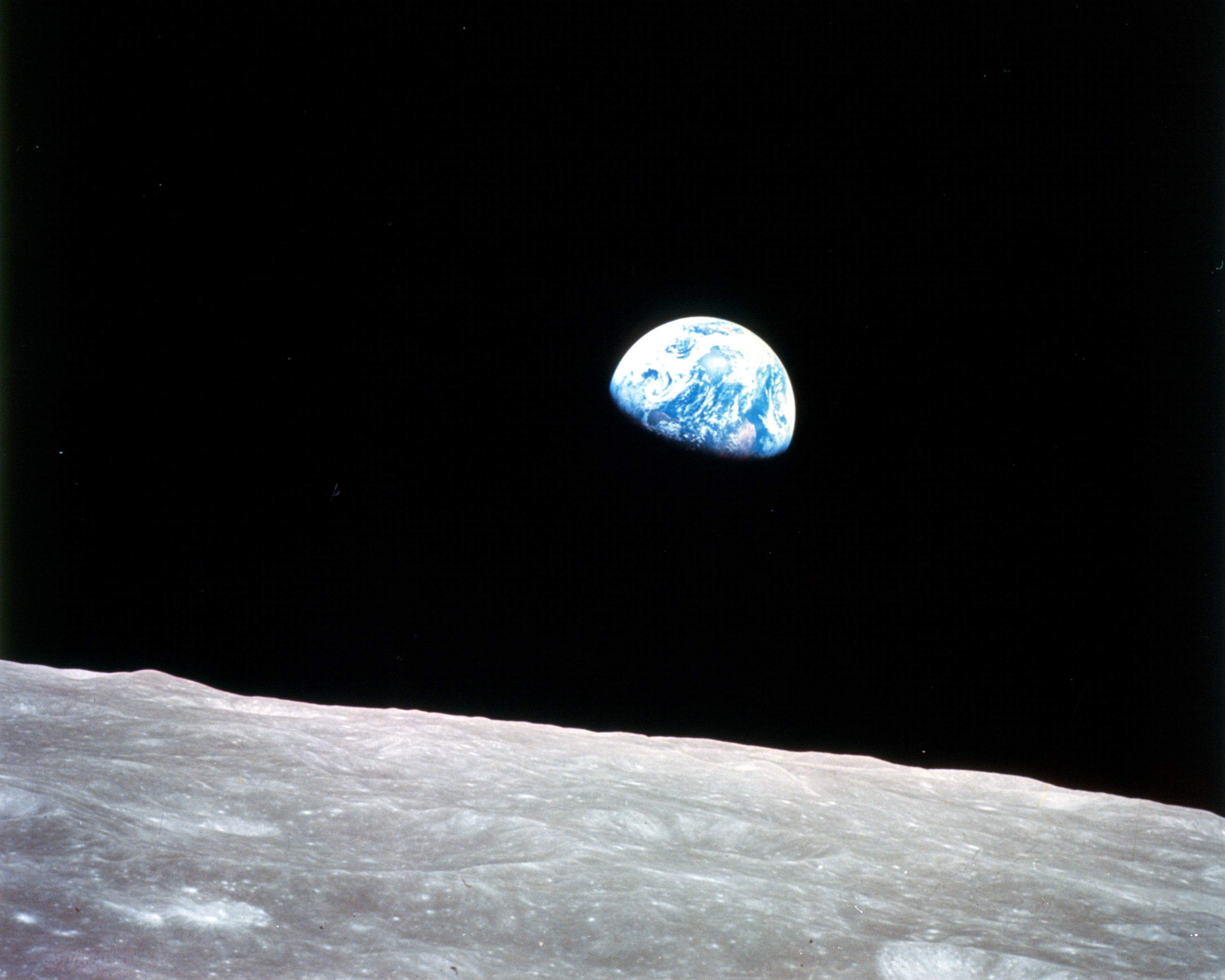
Visão da Terra a partir da Lua - Apollo 8

O sonho de atingir a Lua representava uma ambição humana antiga, ficcionalizada por muitos autores (cf. "De la Terre à la Lune", de 1865, Júlio Verne, onde um canhão gigante é usado como mecanismo de propulsão), mas tornada possível no século XX, em resultado do avanço tecnológico e científico quer no domínio da aeronáutica, como no da computação automática.
Muita da tecnologia necessária para o projeto foi desenvolvida como resultado do esforço de guerra durante a Segunda Guerra Mundial (por exemplo, computadores digitais para cálculos de balística, entre outros), e pelo desenvolvimento de mísseis intercontinentais - em parte herdeiros da tecnologia dos primitivos misseis V-2 nazis - no âmbito da Guerra Fria entre Estados Unidos e URSS.
Os projetos Mercury, Gemini e Apollo foram uma resposta dos Estados Unidos à URSS, por esta ter posto o satélite Sputnik 1 em órbita e, logo em seguida, ter posto em órbita o primeiro humano, Yuri Gagarin. Em um famoso discurso de 25 de maio de 1961, John F. Kennedy lançou o desafio de, antes de a década terminar, "enviar homens à Lua e retorná-los a salvo".

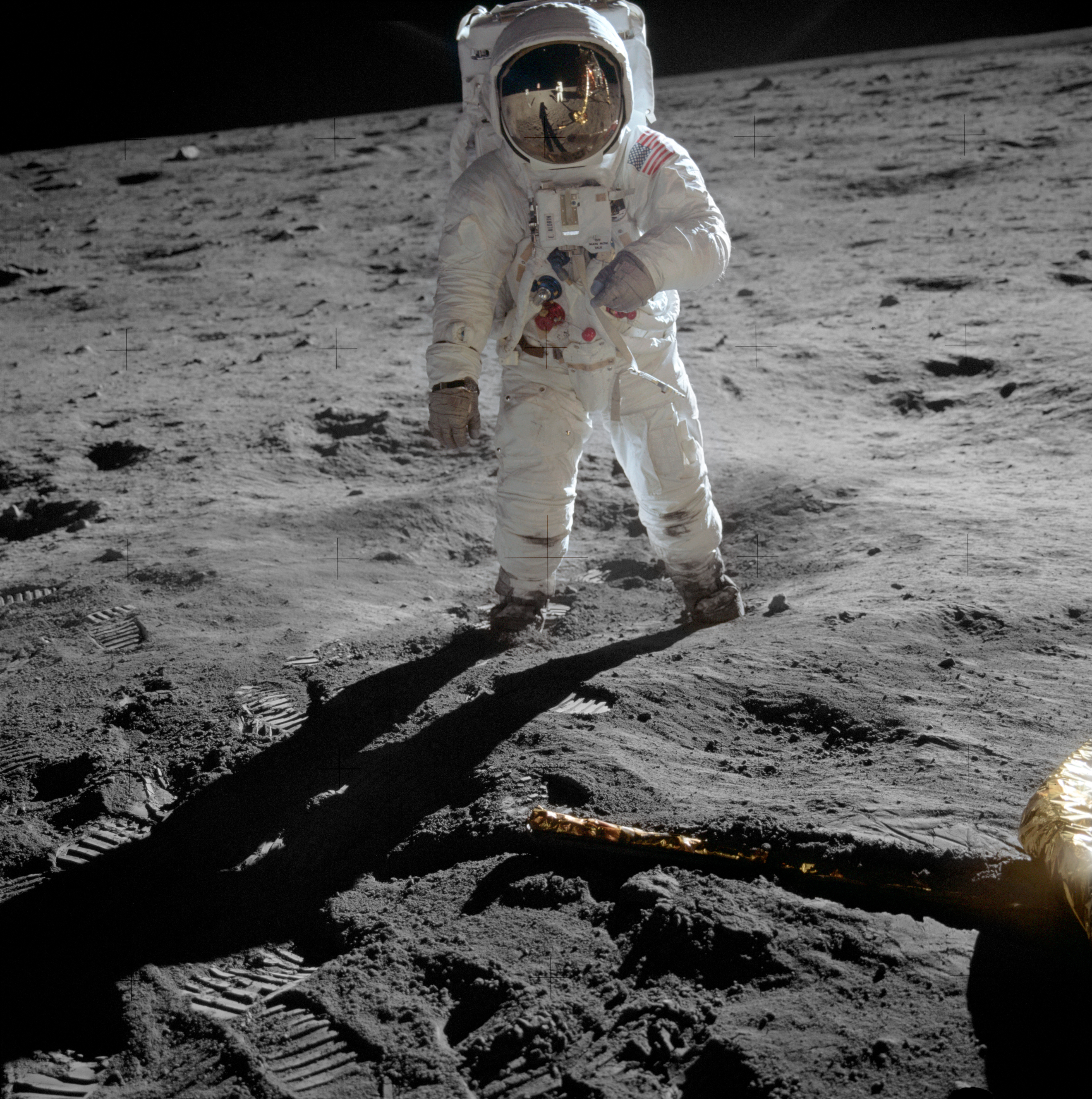
"Buzz" Aldrin fotografado por Neil Armstrong - Apollo 11

Em um famoso discurso na Universidade Rice suas palavras foram: We choose to go to the moon. We choose to go to the moon in this decade and do the other things, not because they are easy, but because they are hard ("Nós decidimos ir a Lua. Nós decidimos ir a Lua nesta década e fazer as outras coisas, não porque elas são fáceis, mas porque elas são difíceis").
Em julho de 1960, a NASA anunciou que colocaria astronautas na órbita da Lua, já após o Projeto Mercury. No entanto, o discurso de Kennedy mudou o foco do programa espacial dos Estados Unidos para alcançar o objetivo de pousar uma nave tripulada na superfície da Lua antes que a década terminasse.

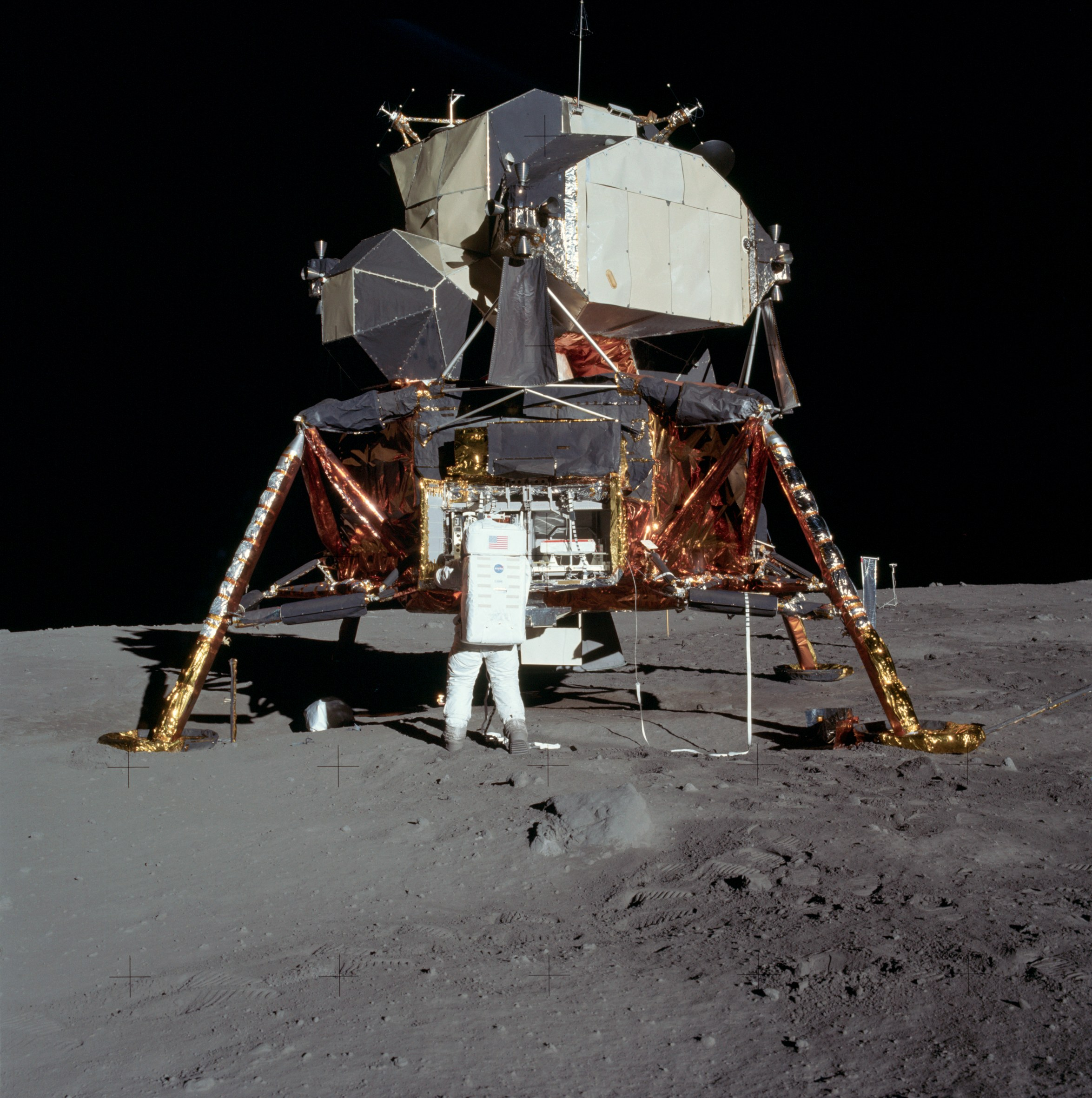
Astronauta Buzz Aldrin junto ao Módulo Lunar pousado na superfície da Lua - Apollo 11

Ao contrário dos dois projetos anteriores concebidos para manobras na órbita terrestre (o Mercury, com uma nave concebida para um astronauta, e o Gemini, concebido para dois astronautas), o Apollo possuía uma nave com capacidade para três astronautas, tornando possível atingir órbita lunar, e fazer descer um Módulo (designado Módulo Lunar) na superfície da Lua e assegurar o regresso à Terra (veja desenho comparativo das três naves).

## Objetivos do projeto Apollo
Os objetivos do projeto Apollo eram:
- Estabelecer a tecnologia para viabilizar os interesses dos EUA no espaço sideral;
- Obter proeminência no espaço para os Estados Unidos;
- Desenvolver um programa de exploração científica da Lua;
- Desenvolver as capacidades do homem para trabalhar no ambiente lunar.

## Definição do projeto e descrição das missões

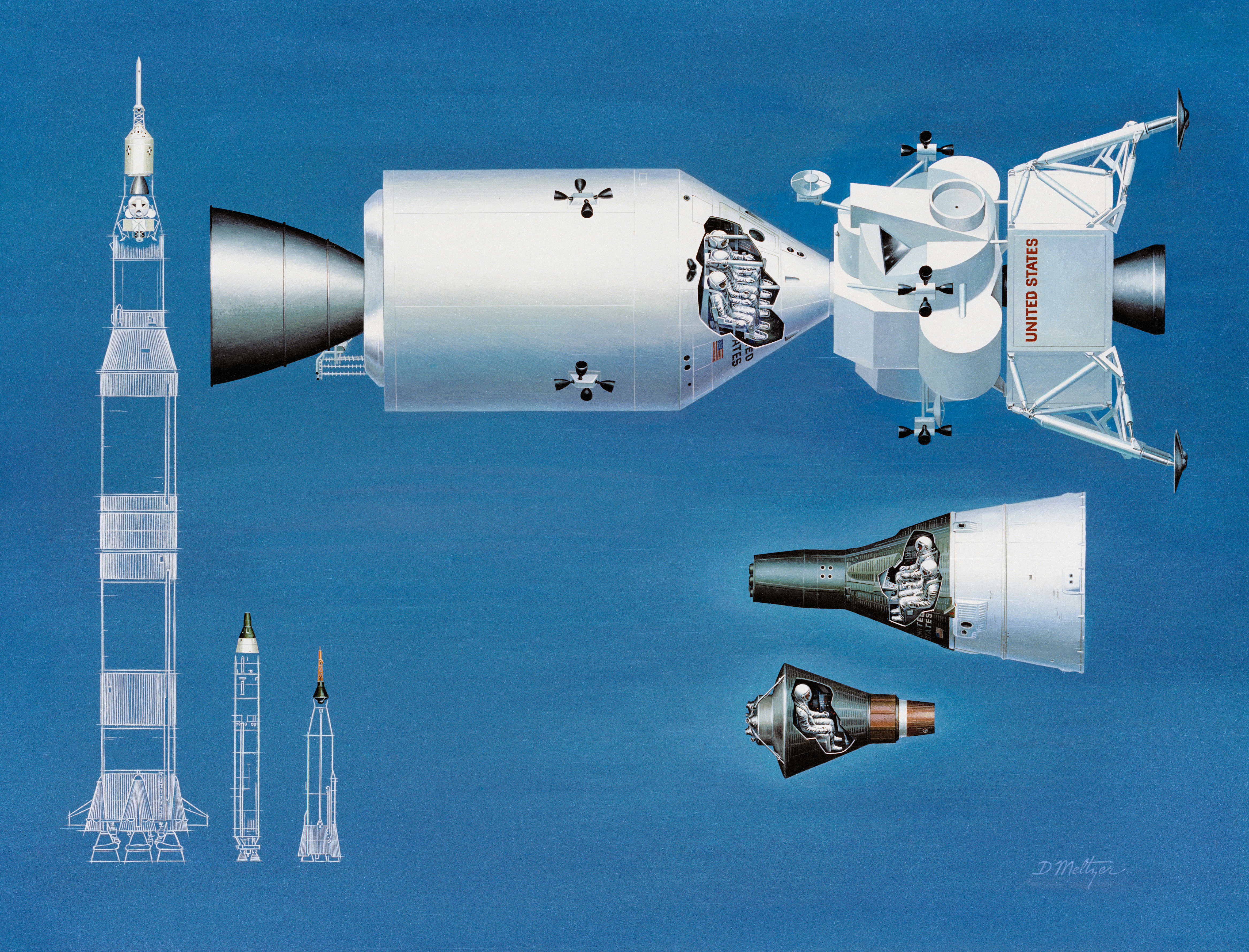
Comparação das naves Apollo, Mercury e Gemini

Havia, na época da definição do projeto, três possibilidades de voo para a Lua: uma baseada na ideia de um único e imenso foguete que iria decolar da Terra, pousar na Lua e retornar; outra baseada na ideia de rendez-vous (encontro em órbita) na órbita da Terra, em que o foguete encontraria um outro estágio em órbita da Terra; e, finalmente, o rendez-vous lunar, que significa que um pequeno módulo desceria ao solo da Lua e depois encontraria em órbita a nave de retorno. Esta última opção foi a escolhida pelos engenheiros da NASA para o projeto Apollo (veja figura descrevendo a missão Apollo).
Em cada missão Apollo, foram enviados três astronautas; dois desciam na Lua usando o Módulo Lunar (comandante e piloto do Módulo Lunar) e um permanecia em órbita no Módulo de Comando (piloto do Módulo de Comando).

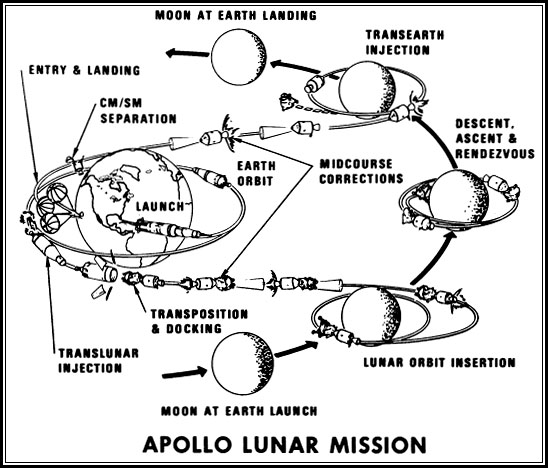
Descrição da Missão Apollo

Algumas missões não pousaram na Lua. Este foi o caso, por exemplo, da Apollo 8, a primeira missão tripulada à Lua, que na noite de Natal de 1968 circundou-a, enviando fotos inéditas do solo lunar.
No total, foram feitas onze missões tripuladas no projeto Apollo, e seis delas pousaram na Lua, no total de doze astronautas que caminharam no solo lunar e lá fizeram experimentos científicos.
A única missão que tinha por objetivo pousar e não o fez foi a Apollo 13, devido a um acidente grave, provavelmente provocado por um curto-circuito seguido de uma explosão e um vazamento nos tanques de oxigênio, o que levou a um retorno tenso e espetacular à Terra, mas exitoso, com um mínimo de oxigênio remanescente.

## Foguete lançador e nave espacial

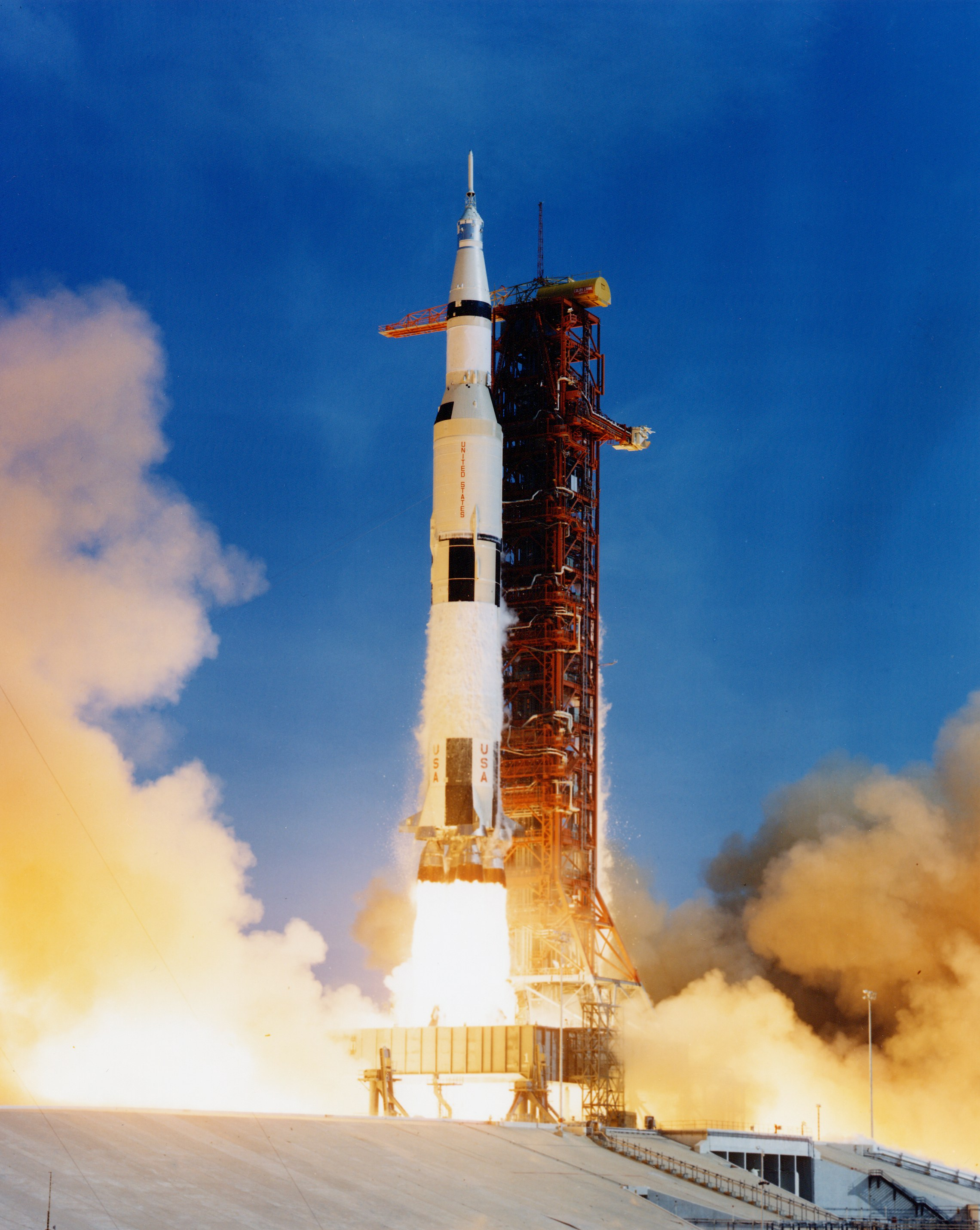
Foguete Saturno V - lançamento do Apollo 11 em 16 de julho de 1969

O programa Apollo usou quatro tipos de foguetes lançadores:
- Little Joe II - voos sub-orbitais não tripulados (testes de aborto);
- Saturno I - voos sub-orbitais e orbitais não tripulados (desenvolvimento do equipamento);
- Saturno IB - voos orbitais não tripulados e tripulados em órbita da Terra, em desenvolvimento e missões operacionais;
- Saturno V - voos não tripulados e tripulados em órbita terrestre e em missões para a Lua.

Todas as missões tripuladas Apollo, exceções apenas as Apollo 7, Skylab e Apollo 18, que fizeram uso do Saturno IB, foram lançadas ao espaço com o uso dos gigantescos foguetes Saturno V, de três estágios, 110 m de altura, e 2,7 milhões de kg, propelido pelos cinco poderosos motores F-1 do primeiro estágio, mais os motores J-2 dos estágios seguintes.

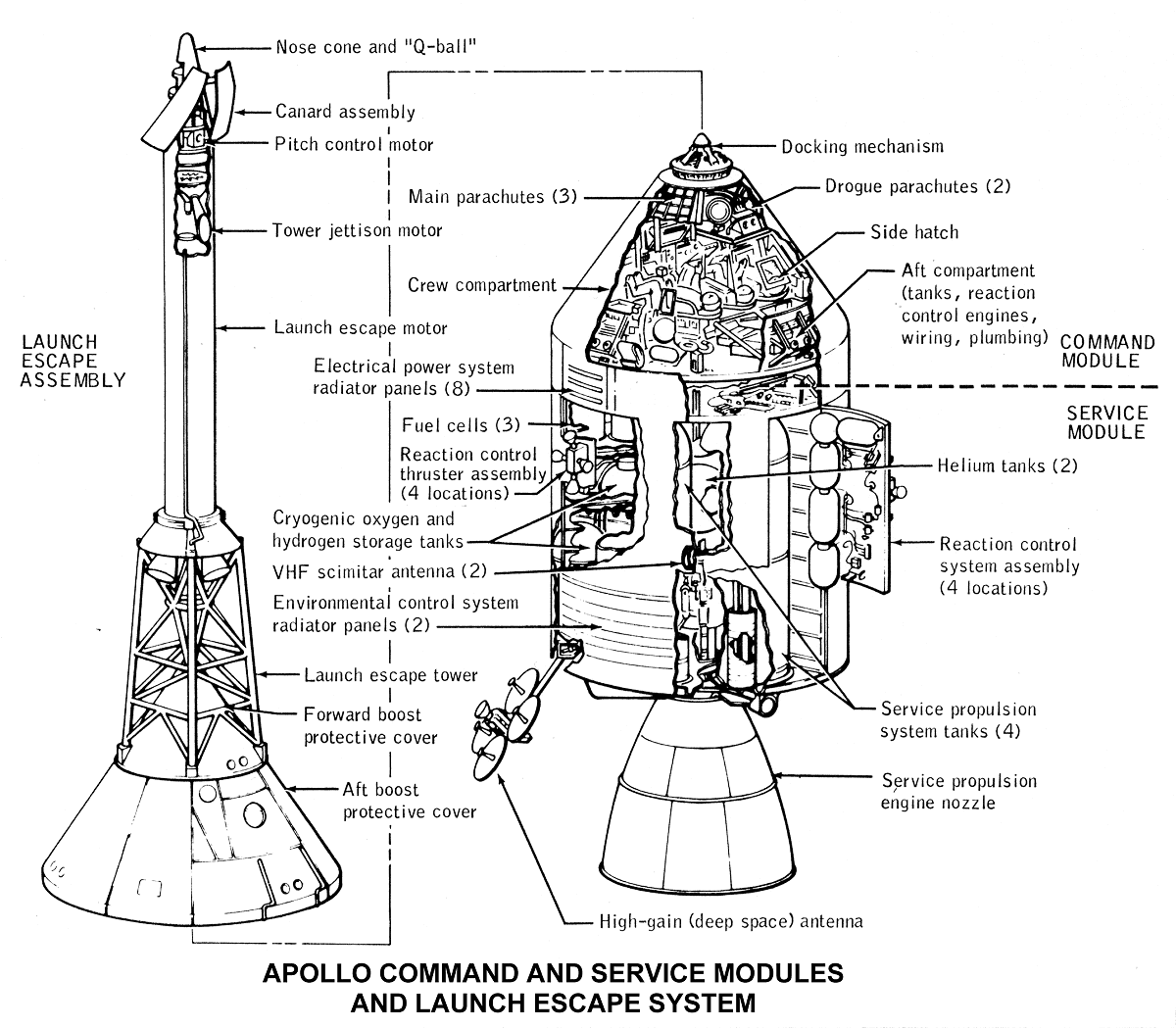
Módulo de Comando e Serviço da Nave Apollo

Os três estágios do foguete, chamados S-IC (primeiro estágio), S-II (segundo estágio) e S-IVB (terceiro estágio), usavam oxigênio líquido (lox) como oxidante. O primeiro estágio usava RP-1 como combustível, enquanto os segundo e terceiro estágios usavam hidrogênio líquido.
A nave era composta de três partes (além do foguete): Módulo de Comando; Módulo de Serviço; e Módulo Lunar.
O conjunto composto pelo Módulo de Comando e o Módulo de Serviço formava o Módulo de Comando e Serviço.

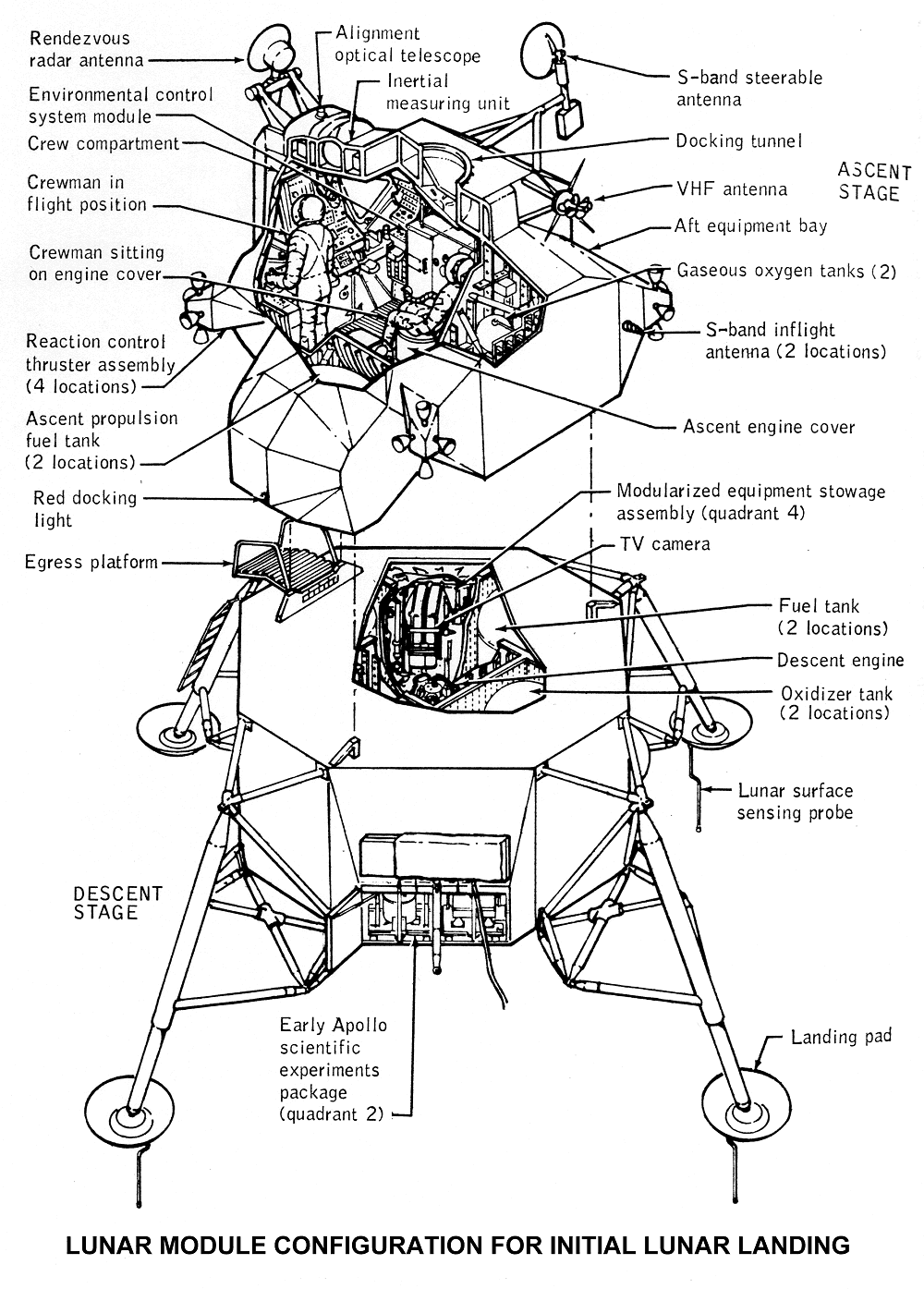
Módulo Lunar da Nave Apollo

O Módulo de Comando é a cápsula, em formato cônico, que os astronautas ocupavam durante a maior parte da viagem, e era a única parte que reentrava na atmosfera terrestre, caindo de paraquedas. O Módulo de Serviço continha os equipamentos de manutenção de vida (como os cilindros de oxigênio) e motores. O Módulo Lunar, como o nome indica, servia para a descida no solo lunar e para o regresso à órbita da Lua, para o encontro com os outros dois módulos que lá permaneciam em órbita.
As últimas missões Apollo na Lua contaram com um veículo (chamado rover lunar) motorizado e provido de quatro rodas, para transporte dos astronautas na superfície da Lua, o que permitiu trabalhos de exploração científica em uma área maior.

## Resultados do projeto
Neil A. Armstrong, o primeiro homem a pisar na Lua, imortalizou o momento, resumindo muito do que foi o projeto Apollo, na famosa frase: "um pequeno passo para um homem, um salto gigantesco para a humanidade".
Não há dúvida que a política internacional e a guerra fria tiveram uma grande importância na corrida pela conquista da Lua, e que os esforços de ambos os lados, Estados Unidos e URSS, tinham principalmente o objetivo de derrotar o lado adversário, "provando" a superioridade de um dos sistemas, capitalista ou comunista. No entanto, ao final, os resultados do projeto foram positivos para a exploração espacial, principalmente ao desvendar muito da origem de nosso sistema solar.

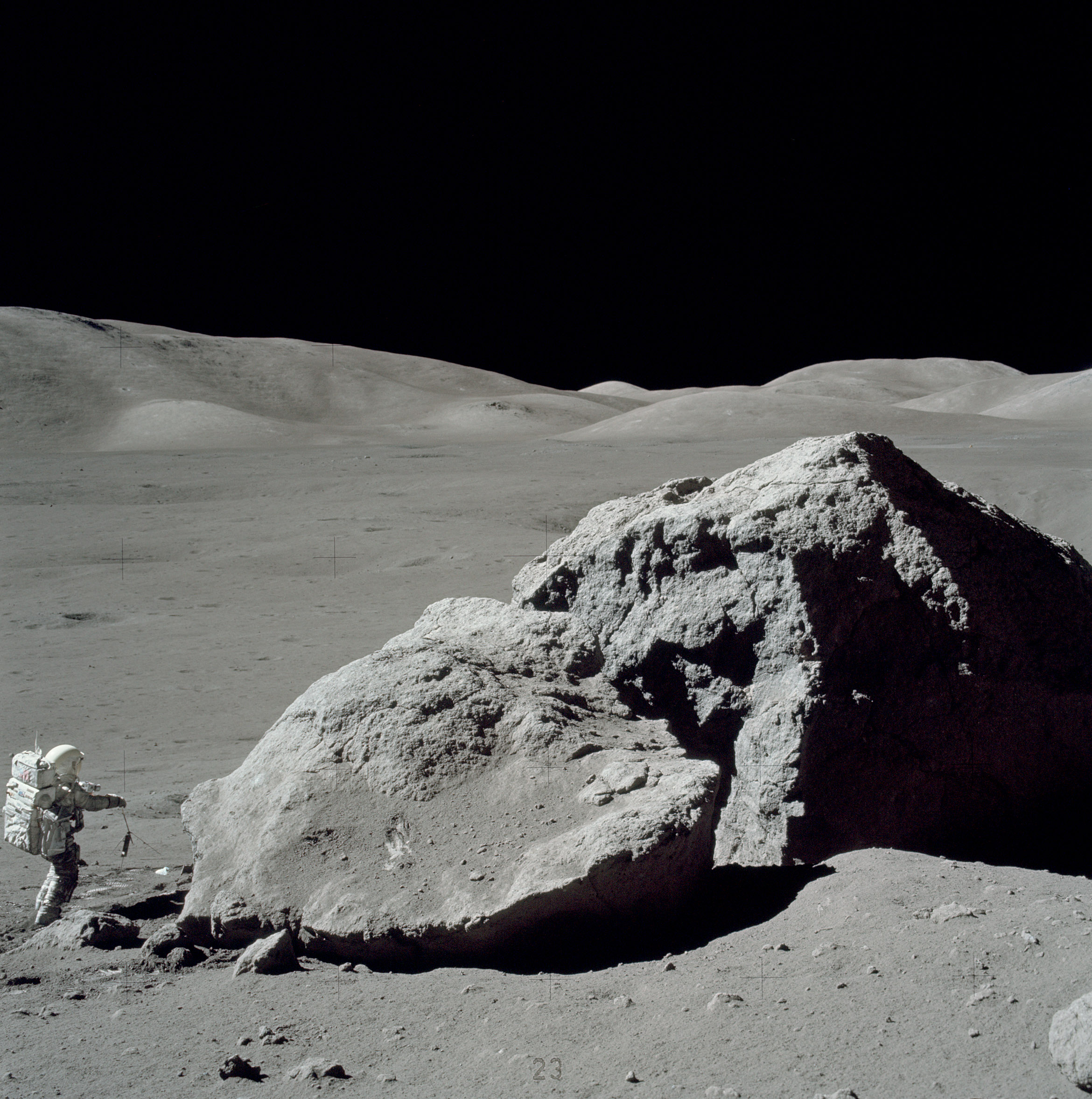
O astronauta Harrison Schmitt, da missão Apollo 17, no solo lunar

As 2 200 pedras trazidas pelas seis missões Apollo que pousaram na superfície da Lua (representando cerca de 400 kg de rochas) permitiram descobrir 75 novas variedades de minerais (a maioria de silicatos).
Desde a missão Apollo 17, em dezembro de 1972, nenhum homem pisou no solo lunar, e muitas das descobertas científicas que poderiam ter sido feitas ficaram adiadas para quando houvesse novamente interesse em desvendá-las.
É importante lembrar que ainda houve quatro voos que usaram a nave Apollo: Skylab II, III e IV (três missões cujo objetivo era trabalhar na estação espacial estadunidense Skylab) e Apollo 18 (que acoplou com a nave soviética Soyuz 19 e, por isto ficou conhecida como missão Apollo-Soyuz).

## Missões do Saturno I (não tripuladas)
- SA-1 - teste do foguete Saturno I.
- SA-2 - teste do foguete Saturno I com carga de 109 m³ de água, para investigar efeitos da transmissão de rádio e mudanças nas condições climáticas.
- SA-3 - idem SA-2.
- SA-4 - teste dos efeitos de desligamento prematuro dos motores.
- SA-5 - primeiro voo do segundo estágio.
- A-101 - teste da integridade estrutural dos Módulos de Comando e Serviço.
- A-102 - último teste de voo, levando um computador programável.
- A-103 - levando o satélite Pegasus A.
- A-104 - levando o satélite Pegasus B.
- A-105 - levando o satélite Pegasus C.

## Missões de teste de aborto (não tripuladas)
- Teste 1 - teste de aborto na plataforma de lançamento.
- Teste 2 - teste de aborto.

## Missões Little Joe II (não tripuladas)
- QTV - teste de qualificação do Little Joe II.
- A-001 - teste de aborto transônico.
- A-002 - máxima altitude, teste de aborto Max-Q.
- A-003 - teste de aborto.
- A-004 - teste com peso máximo.

## Voos não tripulados Apollo-Saturno IB e Saturno V
- AS-201 - primeiro teste de voo do foguete Saturno IB.
- AS-203 - investigou falta de gravidade nos tanques de combustível da S-IVB.
- AS-202 - teste de voo sub-orbital dos Módulos de Comando e Serviço.
- AS-204 ou Apollo 1 - incêndio dentro da cápsula no solo, em 27 de janeiro de 1967, provocando a morte dos astronautas Virgil "Gus" Ivan Grissom, Edward Higgins White II e Roger Bruce Chaffee.
- Apollo 4 - primeiro teste do lançador Saturno V.
- Apollo 5 - teste do foguete Saturno IB e Módulo Lunar.
- Apollo 6 - teste do foguete Saturno V.

## Voos tripulados do projeto Apollo (Saturno IB e Saturno V)

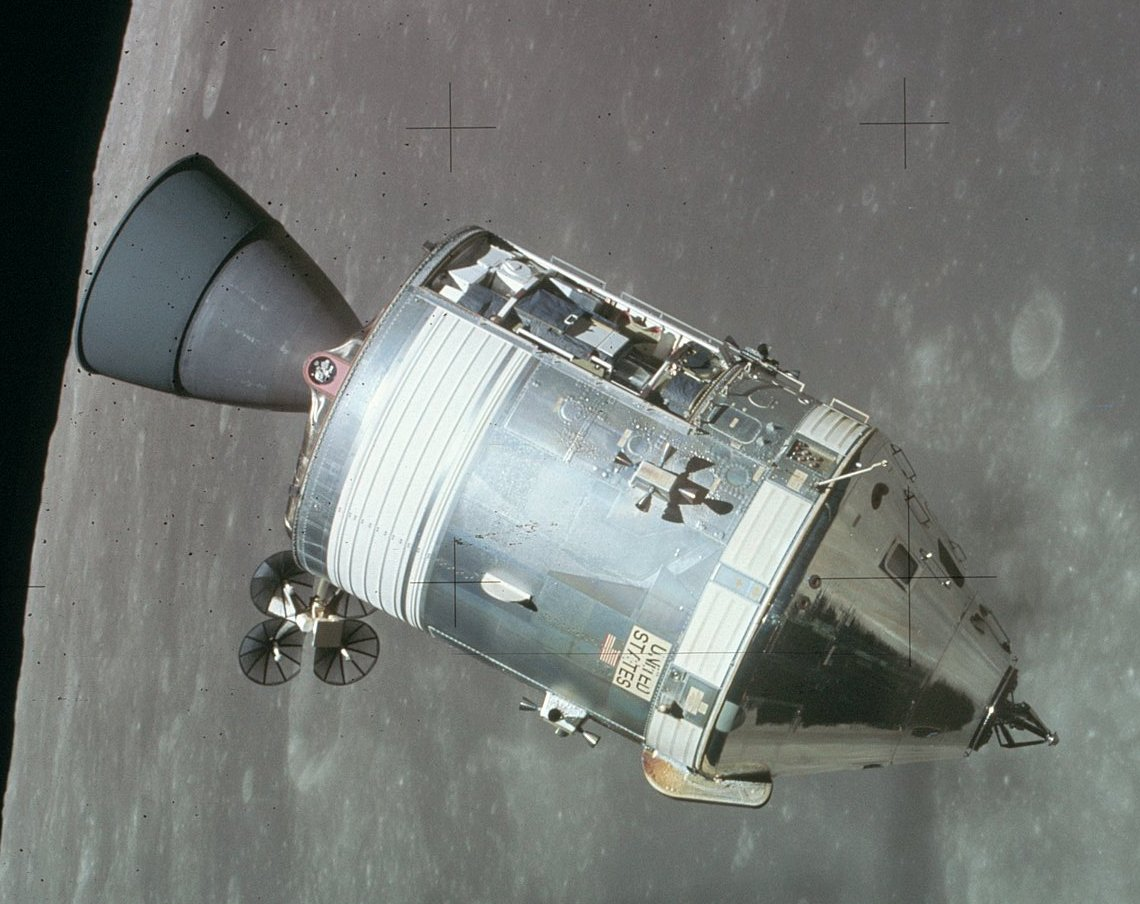
Módulo de Comando e Serviço da Apollo em órbita da Lua

- Apollo 7 (Walter Schirra, Donn Eisele e Walter Cunningham) - decolagem em 11 de outubro de 1968 - primeira missão Apollo tripulada, usou o foguete Saturno IB.[12]
- Apollo 8 (Frank Borman, James Lovell e William Anders) - dezembro de 1968 - primeira utilização do foguete Saturno V; orbitou a Lua na noite de Natal; primeira utilização do motor de manobra, no módulo de serviço (no retorno à Terra).[13]
- Apollo 9 (James McDivitt, David Scott e Russell Schweikart) - março de 1969 - testes do Módulo Lunar em órbita da Terra.
- Apollo 10 (Tom Stafford, John Young e Eugene Cernan) - maio de 1969 - testes do Módulo Lunar em órbita da Lua; a bordo do Módulo Lunar, Stafford e Cernan se aproximaram a menos de 15 quilômetros da superfície lunar; enquanto isso, Young se tornou o primeiro ser humano a orbitar solitário a Lua.[13][14]
- Apollo 11 (Neil A. Armstrong, Michael Collins e Edwin E. "Buzz" Aldrin) - decolagem em 16 de julho de 1969, pouso na Lua em 20 de julho de 1969, retorno a Terra em 24 de julho de 1969 - primeiros homens a caminhar na Lua.

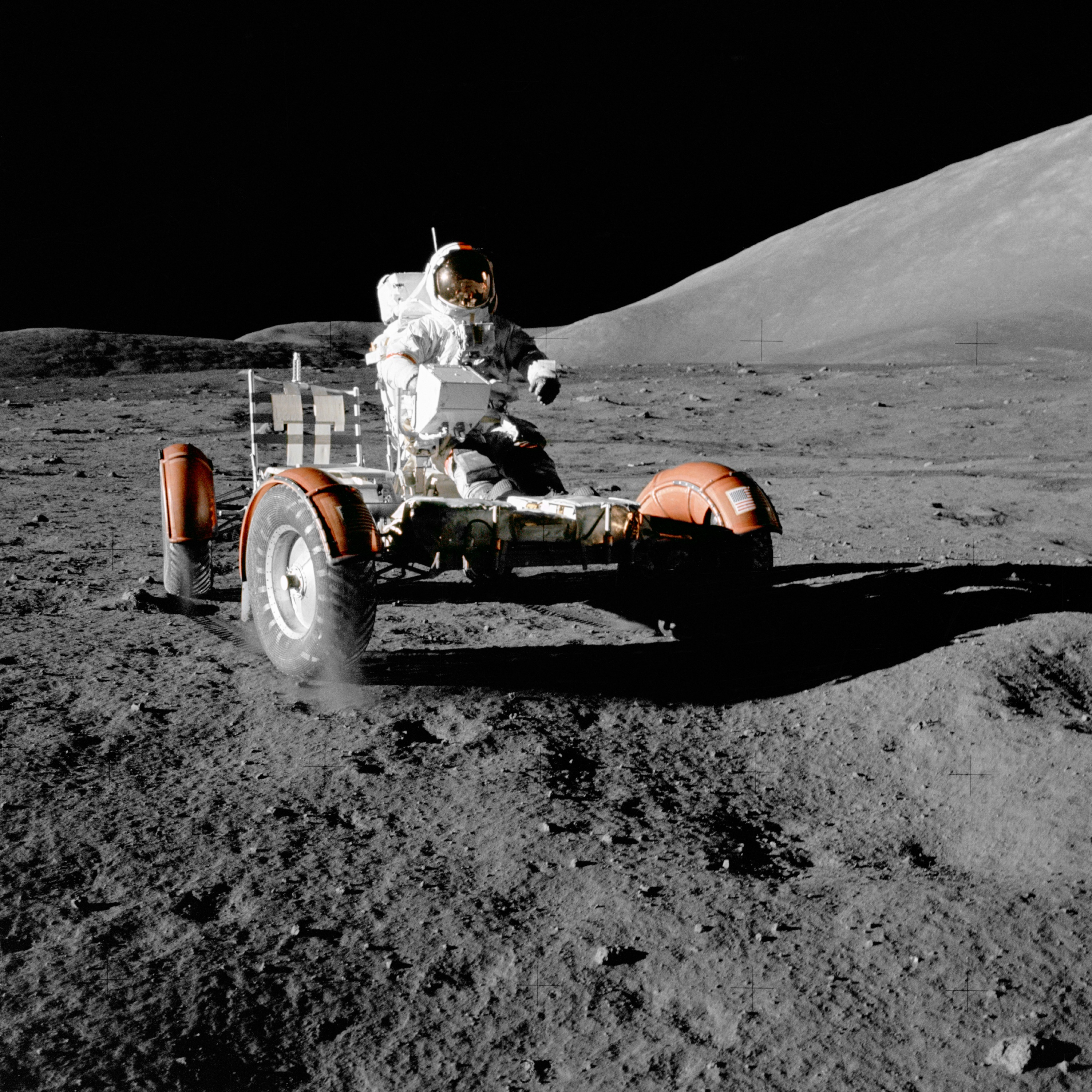
Rover lunar

- Apollo 12 (Charles Conrad, Richard Gordon e Alan Bean) - novembro de 1969 - recolheu partes da sonda "Surveyor 3", sonda esta que estava em solo lunar havia dois anos.
- Apollo 13 (James Lovell, Fred Haise e John Sweigert) - abril de 1970 - a explosão de um tanque de oxigênio no módulo de serviço impediu o pouso na Lua.[12]
- Apollo 14 (Alan Shepard, Stuart Roosa e Edgar Mitchell) - fevereiro de 1971 - experimentos científicos.

- Apollo 15 (David Scott, James Irwin e Alfred Worden) - julho de 1971 - uso do rover lunar.
- Apollo 16 (John Young, Thomas Mattingly e Charles Duke, Jr.) - abril de 1972 - ficou 3 dias na superfície da Lua.

- Apollo 17 (Eugene Cernan, Ronald Evans e Harrison Schmitt) - dezembro de 1972 - último voo do projeto Apollo para a Lua; recorde de permanência em solo lunar: cerca de 75 horas.[15]

- Skylab II, III e IV - três missões que usaram a nave Apollo para trabalhar com a estação espacial Skylab (todas as três usaram o foguete Saturno IB); a missão Skylab III completou 2.017 horas no espaço, o que constitui o mais longo voo espacial exclusivamente estadunidense até os dias atuais.[16]
- Apollo-Soyuz ou Apollo 18 (Tom Stafford, Vance Brand e Donald Slayton) - julho de 1975 - acoplou em órbita da Terra com a Soyuz 19 da URSS (foi usado o foguete Saturno IB).[8][13][17][18]

## Missões canceladas
O programa original pré-lunar era bastante conservador no que toca às exigências impostas pelo planejamento, mas com a confirmação do sucesso dos testes do Saturno V procedeu-se ao cancelamento e adaptação de algumas missões, nomeadamente a da Apollo 8, que seria apenas uma missão de órbita terrestre, convertida em missão para a Lua alegadamente por George Low. Embora se defenda frequentemente que esta transição tenha ocorrido em resposta às tentativas dos soviéticos de pilotar uma nave Zond em torno da Lua, não existem provas de que tenha sido assim. Os oficiais da NASA estavam cientes do projeto e a agenda das missões Zond não coincide com o extenso relatório da NASA acerca da decisão sobre a Apolo 8. É, porém, practicamente consensual que estas alterações foram baseadas na agenda do Módulo Lunar, em oposição ao medo dos estadunidenses de perder a corrida à Lua.

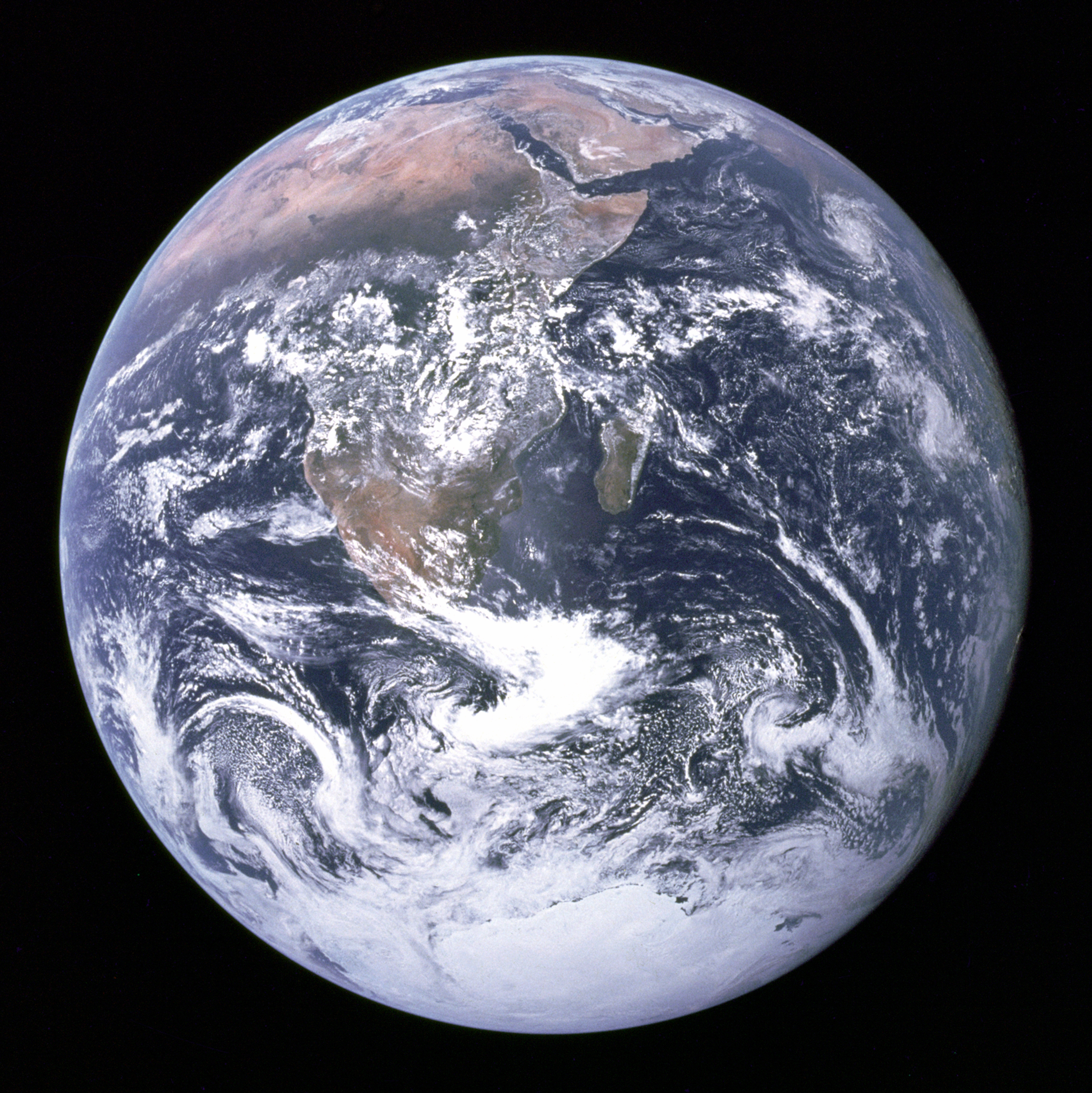
A Bolinha Azul: foto tirada pela tripulação da Apollo 17 durante a viagem em direção à Lua, na qual aparece o disco azulado da Terra de forma nítida, amplamente divulgada e que teve um impacto muito grande para o aparecimento de uma cultura ecológica nos anos seguintes

Finalmente, devido à perda de interesse nas missões lunares, à falta de verbas e ao fato de os soviéticos já estarem derrotados na Corrida Espacial, foram canceladas as planejadas missões subsequentes, as Apollo 18, Apollo 19 e Apollo 20 (veja missões Apollo canceladas).

## Controvérsias

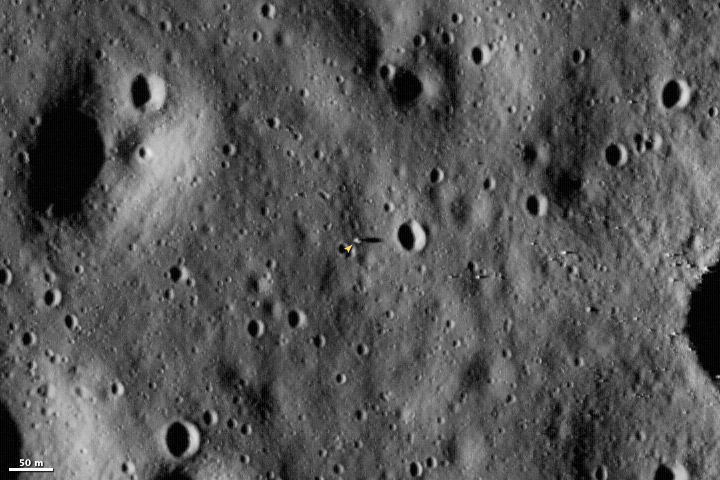
Imagem do estágio de descida do Eagle, o Módulo Lunar de Apollo 11 (indicado pela seta amarela), o maior artefato deixado pelos astronautas Buzz Aldrin e Neil Armstrong após sua estadia de 22 horas na Lua.

Embora a ida do homem à lua tenha sido uma conquista científica de inegável importância para a humanidade que só foi possível devido a uma série de pesquisas e estudos intensivos, ao longo dos anos diversas teorias conspiratórias que questionam a veracidade de alguns ou todos os elementos do programa Apollo foram desenvolvidas, dentre os principais precursores dessas teorias destaca-se Bill Kaysing, um autor conhecido como a pessoa que iniciou o movimento da fraude da Lua e das teorias conspiratórias decorrentes disso, que afirmam geralmente que os seis desembarques tripulados (realizados de 1969 a 1972) foram falsificados e que os doze astronautas Apollo não pousaram realmente na Lua e que tal notícia tivesse sido forjada pela NASA em parceria com outras organizações para enganar o público, fabricando, manipulando ou destruindo provas, incluindo fitas de telemetria, transmissões de rádio e TV, amostras de rochas lunares, algumas testemunhas-chave, estúdios de foto e filmagem, luzes artificiais e cenários para produzir as fotos.
Alguns dos argumentos mais utilizados por esses indivíduos são as fotos serem de alta qualidade, a falta de estrelas no céu, as sombras observadas na imagem, as pegadas deixadas no solo lunar, a bandeira tremulante, etc. E, embora, inúmeras refutações a essas conspirações já tenham sido feitas, e hajam evidências incontestáveis de que o programa Apollo não foi uma fraude, como por exemplo a existência de relatórios detalhados no site da NASA sobre como cada uma das missões do projeto Apollo foi executada, transcrições de todas as missões espaciais realizadas por tal órgão, e diversas matérias publicadas sobre o assunto, podendo-se chamar atenção para uma em específico, a "Local de pouso do Apollo 11" publicada em 20 de julho de 2009, que relata uma imagem capturada pela "Lunar Reconnaissance Orbiter Camera" do estágio de descida do Eagle, o Módulo Lunar da Apollo 11, o maior artefato deixado pelos astronautas Buzz Aldrin e Neil Armstrong. No entanto, diversas pesquisas de opinião e notícias evidenciam que uma parcela considerável da população ainda defende o pensamento errôneo de que os desembarques tripulados foram falsificados. Isso pode ser visto a partir de algumas matérias publicadas sobre esse tópico, como por exemplo a "Especialistas listam evidências irrefutáveis de que o homem pisou na Lua" publicada pelo G1 dia 20 de julho de 2019, e também a "Homem na lua: um marco na história das Fake News", publicada pela Uai do estado de Minas dia 19 de julho de 2019.

## Lixo
As várias missões Apollo deixaram na Lua 181.5 toneladas de lixo (há quem os considere como sendo vestígios arqueológicos). Só Neil Armstrong e Buzz Aldrin, os primeiros homens a explorarem a superfície da Lua, deixaram por lá 106 objectos. A explicação nada tem a ver com falta de cuidado ambientalista. Quanto mais pesados fossem os objectos terrestres deixados para trás, mais rochas e amostras de solo lunar as missões Apollo podiam trazer de volta. Além disso, parte do lixo é composta de seis módulos lunares e era impossível trazê-los de volta à Terra. Na decolagem da superfície lunar, a parte inferior do módulo era deixada para trás, no solo; em órbita lunar, no retorno à Terra, a cabine do módulo lunar era abandonada, posteriormente vindo a cair na superfície lunar.
Para casa, trouxeram 380 quilos de amostras lunares (pedras e poeira). Por lá ficaram mais de 90 sacos de urina e fezes, embalagens de refeições vazias e até 12 pares de botas, calçados por cada um dos 12 homens que visitaram a Lua. Até objetos pessoais, como duas bolas de golfe, levadas pelo astronauta Alan Shepard, na missão Apollo 14, e uma fotografia de sua família, levada por Eugene Cernan, na missão Apollo 17, permanecem no solo lunar. Os jipes lunares conduzidos na Lua pelas tripulações da Apollo 15, 16 e 17 ficaram por lá, mas certamente não estarão em condições de voltar a ser conduzidos.